# Университет Восточного Пьемонта
Университет Восточного Пьемонта «Амедео Авогадро» (итал. Università degli Studi del Piemonte Orientale “Amedeo Avogadro”, UNIPMN или UPO) — публичное высшее учебное заведение, расположенное в городах Алессандрия, Верчелли и Новара региона Пьемонт (Италия).

## История
Создан в 1998 году. Носит имя известного итальянского учёного-химика Амедео Авогадро. До 1998 года был частью Туринского университета.
В 2015/2016 гг. количество студентов составляло 11 230 человек.

## Структура
В составе университета 7 факультетов.
- Экономический факультет
- Юридический факультет
- Физико-математический и естественно-научный факультет
- Философский и филологический факультет
- Медицинский факультет
- Фармацевтический факультет
- Факультет политических наук.

Также имеется межведомственный научно-исследовательский центр CRIMEDIM медицины катастроф, стихийных бедствий и информатики.
Язык преподавания — итальянский и английский. Количество международных программ обучения — 9.
Согласно ANVUR (национальный рейтинг качества исследований) большинство программ и предметов обучения в Университете Восточного Пьемонта занимают первое место в Италии: биология, политология, химия, информатика, биохимия, философия, история и социология. Более 90 % выпускников университета в течение года находят достойное место работы.